# Chamyris
Chamyris is een geslacht van vlinders van de familie uilen (Noctuidae), uit de onderfamilie Acontiinae.

## Soorten
- C. cerintha Treitschke, 1825
- C. sirius Barnes & McDunnough, 1918